# Požár Prahy v roce 1754
Požár Prahy v roce 1754, pro svou lokalizaci na Starém Městě a Josefově, nazývaný též požár v Židovském Městě. Požár byl zřejmě založen úmyslně.[zdroj?]

## Událost
V noci ze 17. na 18. května 1754 vypukl silný požár, který zachvátil Židovské Město, jež zničil, podobně jako požár o rok dříve. Zničeno bylo také množství domů v okolních částech Starého Města - okolí kostela sv. Haštala, klášter milosrdných bratří, masné krámy a jednu z věží kostela sv. Jakuba.
Židé se mezitím usadili na Smíchově, dokud nebyla obnovena židovská čtvrť.